# Jean de Neuflize
Jean de Neuflize (n. 21 august 1850, Paris, Île-de-France, Franța – d. 20 septembrie 1928, Coye, Picardie⁠(d), Franța) a fost un bancher ce a reprezentat Franța, medaliat olimpic. A participat la o ediție a Jocurilor Olimpice (1900) în care a câștigat o medalie de bronz.

## Participări
Lista de mai jos prezintă principalele competiții la care a participat Jean de Neuflize de-a lungul carierei.
- Jocurile Olimpice de vară din 1900[4]